# Santa Maria del Roure (els Masos)
Santa Maria del Roure és l'església parroquial del poble del Roure, del terme comunal dels Masos, a la comarca del Conflent, de la Catalunya del Nord. La primera església amb aquest nom es va construir al segle xiii i va patir una esllavissada. La nova data del 1636.
Està situada a la riba dreta del Còrrec del Roure, uns 265 metres al nord-oest de la masia que conserva el nom del Roure, i uns 800 metres al sud-est d'Avellanet.

## Història

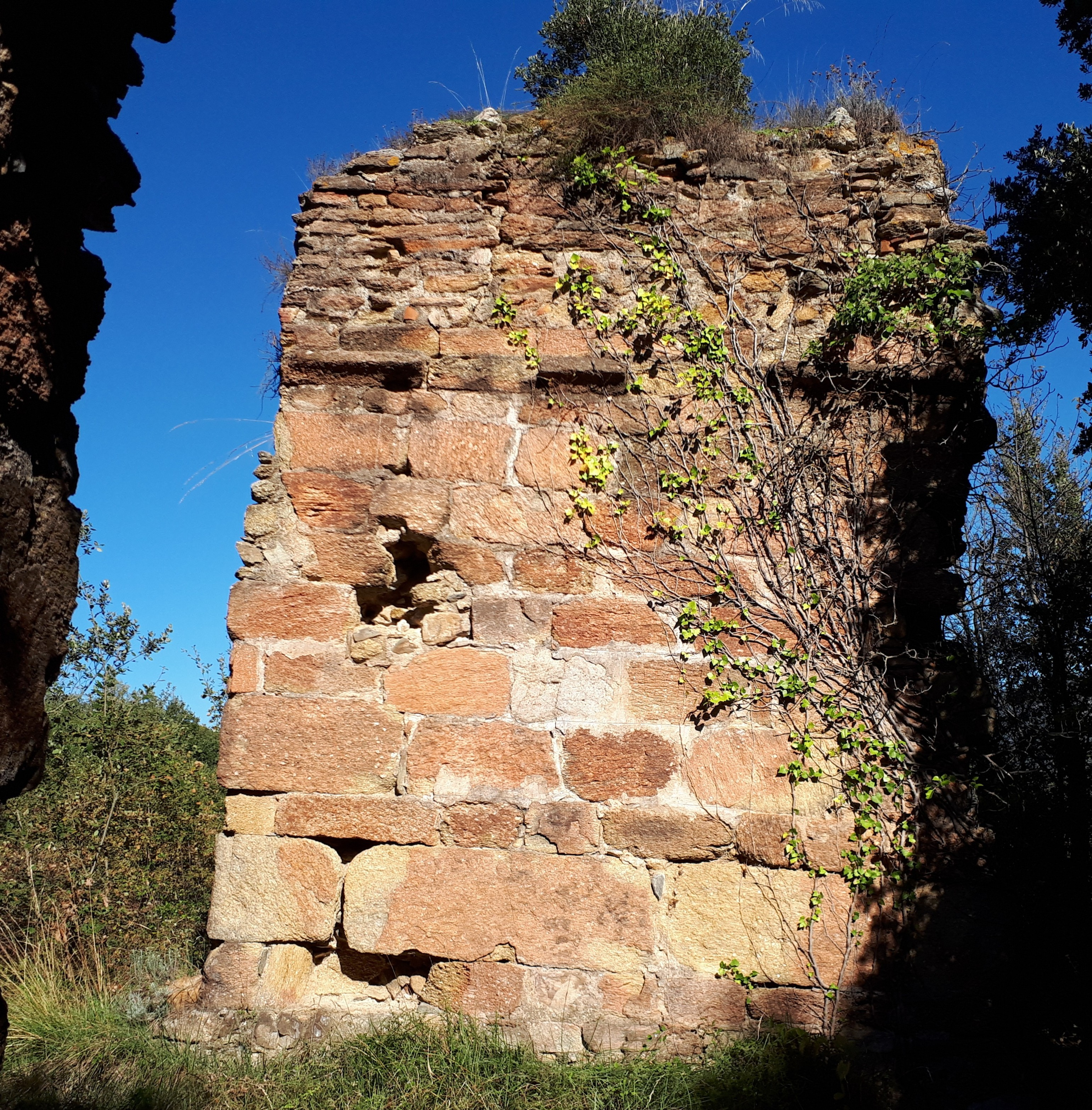
Un mur de la primera església

Fou la primera església parroquial del terme; ho fou fins al segle xvii, quan la parroquialitat passà a l'actual, la Mare de Déu de la Nativitat dels Masos, situada a Llonat. La imatge romànica de l'església del Roure passà aleshores a la nova parròquia. Està documentada des del 1180, any en què consta un llegat a aquesta església de Guillem d'Eus. També consten durant l'edat mitjana i començaments de la Moderna nombroses processons a aquesta església des de Vinçà.

## L'edifici
Les ruïnes deixen veure una església, d'una sola nau coberta amb volta de canó apuntada, capçada a llevant per un absis semicircular. És una obra romànica tardana, de ben avançat el segle xiii, amb un aparell peculiar, on s'alternen filades de carreus regulars ben tallats, grossos (alguns, de mig metre per metre i mig), amb altres filades que, si bé són uniformes i regulars, estan fetes amb pedres sense escairar.
L'església actual fou construïda entre el 1636 i el 1686 a Llonat, prop del centre de la parròquia, en substitució de la vella església parroquial, ensulsiada per una esllavissada de terres. Aleshores, a l'església nova es traslladà la vella imatge de la Mare de Déu del Roure.